# The Kings of Summer

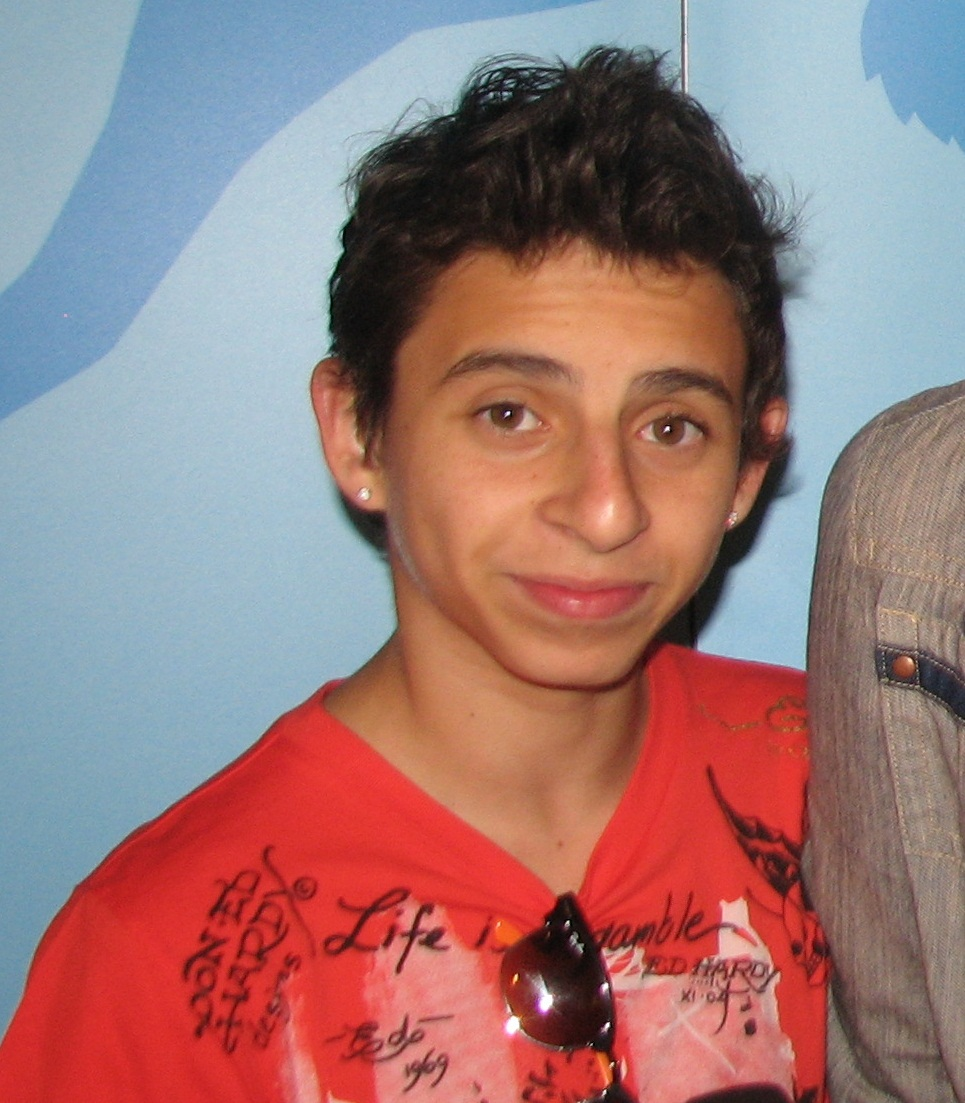
Moises Arias en 2010

Pour plus de détails, voir Fiche technique et Distribution.
The Kings of Summer ou Les Rois de l'été au Québec est un film américain réalisé par Jordan Vogt-Roberts, sorti en 2013.

## Synopsis
Joe, un adolescent exaspéré par son père, décide de quitter le domicile familial et de passer l'été dans les bois. Il profite de sa nouvelle liberté avec son meilleur ami, Patrick, et Baggio, rencontré à une soirée. 

## Fiche technique
- Titre original : The Kings of Summer
- Titre québécois : Les Rois de l'été
- Réalisation : Jordan Vogt-Roberts
- Scénario : Chris Galletta
- Direction artistique : Tyler B. Robinson
- Décors : Jennifer Klide
- Costumes : Lynette Meyer
- Photographie : Ross Riege
- Montage : Terel Gibson
- Musique : Ryan Miller
- Production : Tyler Davidson, John Hodges et Peter Saraf
- Sociétés de production : Big Beach Films et Low Spark Films
- Société de distribution : CBS Films
- Pays d'origine :  États-Unis
- Langue originale : anglais
- Format : couleur
- Genre : Aventure et comédie dramatique
- Durée : 93 minutes
- Dates de sortie :
  - États-Unis : 19 janvier 2013 (Festival du film de Sundance) ; 31 mai 2013 (sortie nationale)

## Distribution
- Nick Robinson (V. Q. : Xavier Dolan) : Joe Toy
- Gabriel Basso (V. Q. : Émile Mailhiot) : Patrick Keenan
- Moises Arias (V. Q. : Sébastien René) : « Biaggio »
- Nick Offerman (V. Q. : Manuel Tadros) : Frank Toy
- Megan Mullally (V. Q. : Marika Lhoumeau) : Mme Keenan
- Marc Evan Jackson (V. Q. : François Trudel) : M. Keenan
- Alison Brie (V. Q. : Émilie Bibeau) : Heather Toy
- Erin Moriarty (V. Q. : Sarah-Jeanne Labrosse) : Kelly
- Mary Lynn Rajskub : Le capitaine Davis
- Thomas Middleditch : Le policier débutant
- Kumail Nanjiani : Gary, le livreur

Sources et légende : Version québécoise (V. Q.) sur Doublage Québec

## Distinction

### Récompense
- Phoenix Film Critics Society Awards 2013 : Meilleur film passé inaperçu (ex æquo avec The Spectacular Now)